# Julius Pellegrini

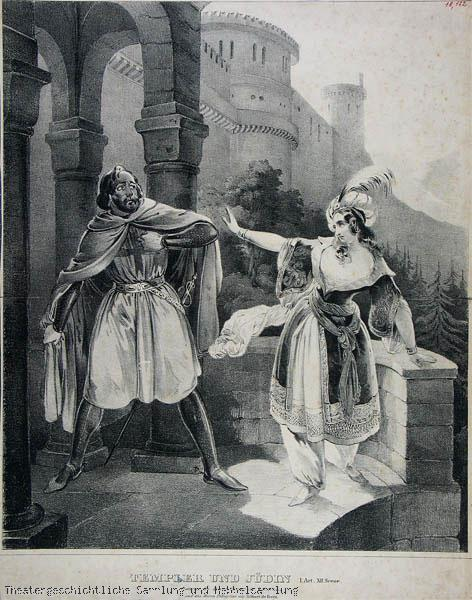
Rollenporträts von Julius Pellegrini als Gilbert de Boys und Wilhelmine Hasselt-Barth als Rebecka in Der Templer und die Jüdin (Lithographie)

Julius Pellegrini, eigentlich Giulio Pellegrini (1. Januar 1806 in Mailand – 12. Juni 1858 in München) war ein italienischer Opernsänger (Bass).

## Leben
Pellegrini besuchte bis zum Alter von 14 Jahren das Konservatorium seiner Geburtsstadt. Er sang zuerst in Konzerten und betrat 1822 in Turin die Bühne. Nachdem er fast ein Jahr dort künstlerisch tätig gewesen war, ging er nach München zur italienischen Oper. Dort blieb er bis zu ihrer Auflösung im Jahre 1826. Er wollte nach Italien zurückkehren, die Beliebtheit, die er in München genoss, veranlasste ihn jedoch 1826 zum Übertritt ans dortige Hoftheater. Nach 30-jähriger Tätigkeit am Hoftheater trat er in den Ruhestand. Pellegrinis Rollen „Tell“ (in Rossinis Guillaume Tell), „Stadinger“ (Der Waffenschmied), „Jäger“ (Das Nachtlager in Granada), „Pietro“ (Die Stumme von Portici), „Bertram“ (in Robert der Teufel) und „Orovist“ (Vincenzo Bellinis Norma) galten als bedeutend. Außer in München sang Pellegrini an keiner anderen deutschen Bühne, wohl aber an italienischen Theatern, an denen er während seiner Urlaubszeit jedes Jahr gastierte. Einen Erfolg erzielte er 1831 bei seinem Auftritt in London. 1854 ging er in den Ruhestand.
Verheiratet war er ab 1824 mit Clementine Moralt, ebenfalls Opernsängerin, sein Enkel war der Geiger Alfred Pellegrini (1887–1962).

## Rezeption
„Außer in München hat Pellegrini seinen herrlichen Bass an keiner anderen deutschen Bühne ertönen lassen, wohl aber an italienischen Theatern, an denen er während seiner Urlaubszeit jedes Jahr gastierte. Rauschenden Erfolg erzielte er 1831 bei seinem Auftreten in London. In allen Ländern lobte man seine starke, kräftige Stimme von besonderer Biegsamkeit und seltenem Umfang. Auch seine schöne, imponierende Bühnenerscheinung fiel auf, wie nicht minder sein bei Sängern nicht oft vorkommendes Darstellungstalent.“